# Biathlon-Weltmeisterschaften 1991
Die 26. Biathlon-Weltmeisterschaften fanden vom 19. bis 24. Februar 1991 in Lahti statt. Die finnische Stadt war bereits 1981 Ausrichter der Herren- und 1987 der Damenweltmeisterschaften.
Höhepunkt der nachfolgenden Saison waren die Olympischen Winterspiele in Albertville, als auch die Frauen erstmals bei Olympischen Spielen im Biathlon starten durften. Weltmeisterschaften gab es 1992 nur im Mannschaftswettkampf, weil diese Disziplin nicht olympisch war und es auch nie wurde. Dieser Wettbewerb wurde nur von 1988/89 bis 1997/98 ausgetragen.
Die politischen Veränderungen in Osteuropa und in Deutschland führten dazu, dass zum ersten Mal ein gemeinsames deutsches Team bei den Weltmeisterschaften startete. In den kommenden Jahren sollte der Zerfall der Sowjetunion noch erheblich größere Auswirkungen auf die unterschiedlichen teilnehmenden Nationen mit sich bringen.

## Zeitplan
| Datum            | Wettbewerb                |
| ---------------- | ------------------------- |
| 19. Februar 1991 | Männer 10 km Sprint       |
| 19. Februar 1991 | Frauen 7,5 km Sprint      |
| 21. Februar 1991 | Frauen 15 km Mannschaft   |
| 21. Februar 1991 | Männer 20 km Mannschaft   |
| 23. Februar 1991 | Männer 4 × 7,5 km Staffel |
| 23. Februar 1991 | Frauen 3 × 5 km Staffel   |
| 24. Februar 1991 | Männer 20 km Einzel       |
| 24. Februar 1991 | Frauen 15 km Einzel       |

## Männer

### Sprint 10 km
| Platz | Sportler             | Zeit [min] | Schießfehler |
| ----- | -------------------- | ---------- | ------------ |
| 01    | Mark Kirchner        | 30:48,1    | 0 (0+0)      |
| 02    | Frank Luck           | 31:12,8    | 1 (1+0)      |
| 03    | Eirik Kvalfoss       | 31:27,9    | 2 (2+0)      |
| 04    | Andreas Zingerle     | 31:36,6    | 2 (1+1)      |
| 05    | Geir Einang          | 31:32,1    | 0 (0+0)      |
| 06    | Fritz Fischer        | 31:41,3    | 2 (1+1)      |
| 07    | Waleri Medwedzew     | 31:44,6    | 0 (0+0)      |
| 08    | Saso Grajf           | 31:48,7    | 1 (0+1)      |
| 09    | Sverre Istad         | 31:49,1    | 2 (0+2)      |
| 10    | Sergei Tarassow sen. | 31:54,2    | 4 (2+2)      |
|       |                      |            |              |
| 14    | Pieralberto Carrara  | 32:00,8    | 2 (1+0)      |
|       |                      |            |              |
| 16    | Ricco Groß           | 32:12,9    | 3 (0+2)      |
|       |                      |            |              |
| 26    | Alfred Eder          | 32:56,5    | 2 (0+2)      |
|       |                      |            |              |
| 28    | Ludwig Gredler       | 32:57,1    | 3 (1+2)      |
|       |                      |            |              |
| 30    | Wilfried Pallhuber   | 32:59,6    | 5 (3+2)      |
| 31    | Armin Trinker        | 33:09,2    | 0 (0+0)      |
|       |                      |            |              |
| 38    | Ernst Steiner        | 33:37,9    | 3 (3+0)      |
|       |                      |            |              |
| 40    | Hanspeter Knobel     | 33:48,5    | 0 (0+0)      |
|       |                      |            |              |
| 44    | Franz Schuler        | 34:12,3    | 6 (3+3)      |
|       |                      |            |              |
| 48    | Jürg Bähninger       | 34:24,3    | 2 (1+1)      |
|       |                      |            |              |
| 68    | Schweiz              | 36:43,6    | 6 (3+3)      |
| …     |                      |            |              |

Datum: 19. Februar 1991

### Einzel 20 km
| Platz | Sportler             | Zeit [h]  | Schießfehler |
| ----- | -------------------- | --------- | ------------ |
| 01    | Mark Kirchner        | 1:03:05,7 | 02 (0+1+0+1) |
| 02    | Alexander Popow      | 1:03:33,1 | 01 (0+0+1+1) |
| 03    | Eirik Kvalfoss       | 1:03:38,3 | 02 (0+1+1+0) |
| 04    | Mikael Löfgren       | 1:04:25,1 | 02 (0+1+0+1) |
| 05    | Sergei Tschepikow    | 1:04:29,0 | 01 (0+0+1+0) |
| 06    | Geir Einang          | 1:04:54,0 | 02 (0+0+1+1) |
| 07    | Frank-Peter Roetsch  | 1:04:58,3 | 03 (0+2+0+1) |
| 08    | Andreas Zingerle     | 1:05:14,8 | 01 (0+1+0+0) |
| 09    | Josh Thompson        | 1:05:16,3 | 02 (1+0+1+0) |
| 10    | Sergei Tarassow sen. | 1:05:19,1 | 04 (0+2+2+0) |
| 11    | André Sehmisch       | 1:05:27,2 | 01 (0+0+0+1) |
|       |                      |           |              |
| 13    | Fritz Fischer        | 1:05:59,3 | 02 (1+1+0+0) |
|       |                      |           |              |
| 18    | Alfred Eder          | 1:06:33,7 | 01 (0+0+0+1) |
| 19    | Franz Schuler        | 1:06:37,6 | 07 (0+1+0+6) |
|       |                      |           |              |
| 27    | Hubert Leitgeb       | 1:07:56,8 | 00 (0+0+0+0) |
|       |                      |           |              |
| 37    | Hanspeter Knobel     | 1:10:14,1 | 02 (0+1+1+0) |
|       |                      |           |              |
| 39    | Armin Trinker        | 1:10:22,7 | 02 (1+1+0+0) |
|       |                      |           |              |
| 42    | Egon Leitner         | 1:10:27,7 | 05 (1+1+0+3) |
|       |                      |           |              |
| 44    | Ernst Steiner        | 1:10:39,2 | 05 (0+2+0+3) |
|       |                      |           |              |
| 47    | Wilfried Pallhuber   | 1:11:10,0 | 05 (1+0+1+3) |
|       |                      |           |              |
| 57    | Jürg Bähninger       | 1:13:11,5 | 05 (2+1+0+2) |
|       |                      |           |              |
| 59    | Pieralberto Carrara  | 1:13:46,3 | 06 (1+2+2+1) |
|       |                      |           |              |
| 69    | Martin Filli         | 1:20:49,0 | 10 (4+0+4+2) |
| …     |                      |           |              |

Datum: 24. Februar 1991

### Staffel 4 × 7,5 km
| Platz | Land/Sportler                                                                                 | Zeit [h]   | Schießfehler        |
| ----- | --------------------------------------------------------------------------------------------- | ---------- | ------------------- |
| 01    | Deutschland 0000Ricco Groß 0000Frank Luck 0000Mark Kirchner 0000Fritz Fischer                 | 1:33:33,5  | 0+0                 |
| 02    | Sowjetunion 0000Juri Kaschkarow 0000Alexander Popow 0000Sergei Tarassow 0000Sergei Tschepikow | 1:35:01,35 | 0+0                 |
| 03    | Norwegen 0000Geir Einang 0000Eirik Kvalfoss 0000Jon Åge Tyldum 0000Gisle Fenne                | 1:35:08,35 | 0+0                 |
| 04    | Italien 0000Pieralberto Carrara 0000Johann Passler 0000Hubert Leitgeb 0000Andreas Zingerle    | 1:36:24,05 | 0+1 0+0             |
| 05    | Schweden 0000Peter Sjödén 0000Ulf Johansson 0000Anders Mannelqvist 0000Mikael Löfgren         | 1:36:32,75 | 0+1 0+0 0+1 0+0     |
| 06    | Frankreich 0000Xavier Blond 0000Gilles Marguet 0000Christian Dumont 0000Hervé Flandin         | 1:37:01,87 | 0+3 0+0 0+1 0+0 0+2 |
| 07    | Finnland 0000Vesa Hietalahti 0000Harri Eloranta 0000Ismo Mäkinen 0000Olli-Pekka Peltola       | 1:38:18,65 | 0+0                 |
| 08    | Polen 0000Jan Wojtas 0000Jan Ziemianin 0000Krzysztof Sosna 0000Piotr Pluta                    | 1:38:36,35 | 0+3 0+0 0+1 0+2     |
| 09    | USA 0000Duncan Douglas 0000Curt Schreiner 0000Josh Thompson 0000Erich Wilbrecht               | 1:38:55,90 | 0+1 0+0             |
| 10    | Tschechoslowakei 0000Jiří Holubec 0000Martin Rypl 0000Ivan Masařík 0000Jan Matouš             | 1:38:36,35 | 0+1 0+0 0+1         |
|       |                                                                                               |            |                     |
| 16    | Schweiz 0000Jean-Marc Chabloz 0000Elmar Werlen 0000Ernst Steiner 0000Hanspeter Knobel         | 1:45:53,20 | 0+1 0+0             |
| …     |                                                                                               |            |                     |

Datum: 23. Februar 1991

### Mannschaft
| Platz | Land/Sportler                                                                                             | Zeit [h]  | Schießfehler |
| ----- | --- | --------- | ------------ |
| 01    | Italien 0000Hubert Leitgeb 0000Gottlieb Taschler 0000Simon Demetz 0000Wilfried Pallhuber                  | 1:00:59,8 | 1 0 1        |
| 02    | Norwegen 0000Sverre Istad 0000Jon Åge Tyldum 0000Ivar Ulekleiv 0000Frode Løberg                           | 1:01:14,0 | 3 0 1        |
| 03    | Sowjetunion 0000Anatoli Schdanowitsch 0000Sergei Tarassow sen. 0000Sergei Tschepikow 0000Waleri Medwedzew | 1:01:40,8 | 4 0 3 1 0    |
| 04    | Deutschland 0000André Sehmisch 0000Carsten Heymann 0000Frank-Peter Roetsch 0000Ricco Groß                 | 1:02:05,7 | 3 0 1        |
| 05    | Tschechoslowakei 0000Martin Rypl 0000Ivan Masařík 0000Jan Matouš 0000Jiří Holubec                         | 1:02:06,1 | 2 1 0        |
| 06    | Frankreich 0000Thierry Gerbier 0000Stéphane Bouthiaux 0000Patrice Bailly-Salins 0000Hervé Flandin         | 1:02:09,9 | 3 1 2 0      |
| 07    | Finnland 0000Ismo Mäkinen 0000Antero Lähde 0000Harri Eloranta 0000Olli-Pekka Peltola                      | 1:03:01,4 | 2 0 1 0 1    |
| 08    | Schweden 0000Anders Mannelqvist 0000Ulf Johansson 0000Lars Wiklund 0000Mikael Löfgren                     | 1:04:28,7 | 3 1 0        |
| 09    | Österreich 0000Franz Schuler 0000Egon Leitner 0000Bruno Hofstätter 0000Alfred Eder                        | 1:04:14,9 | 5 1 3 0 1    |
| 10    | Polen 0000Dariusz Kozłowski 0000Józef Dąbrowski 0000Piotr Pluta 0000Jan Wojtas                            | 1:04:48,7 | 2 0 1 0      |
|       | |           |              |
| 13    | Schweiz 0000Jürg Bähninger 0000Martin Filli 0000Ernst Steiner 0000Hanspeter Knobel                        | 1:07:57,7 | 5 1 3 1 0    |
| …     | |           |              |

Datum: 21. Februar 1991

## Frauen

### Sprint 7,5 km
| Platz | Sportlerin        | Zeit [min] | Schießfehler |
| ----- | ----------------- | ---------- | ------------ |
| 01    | Grete Nykkelmo    | 30:01,9    | 1 (0+1)      |
| 02    | Swetlana Dawydowa | 30:32,7    | 1 ()0+1      |
| 03    | Jelena Golowina   | 30:35,1    | 0 (0+0)      |
| 04    | Jiřina Adamičková | 31:19,6    | 1 (0+1)      |
| 05    | Uschi Disl        | 31:24,7    | 3 (1+2)      |
| 06    | Kerstin Moring    | 31:25,1    | 4 (0+4)      |
| 07    | Jelena Belowa     | 31:29,9    | 3 (2+1)      |
| 08    | Iwa Schkodrewa    | 31:33,3    | 1 (1+0)      |
| 09    | Myriam Bédard     | 31:49,6    | 1 (1+0)      |
| 10    | Petra Schaaf      | 31:50,3    | 0 (0+0)      |
| …     |                   |            |              |

Datum: 19. Februar 1991

### Einzel 15 km
| Platz | Sportlerin        | Zeit          | Schießfehler |
| ----- | ----------------- | ------------- | ------------ |
| 01    | Petra Schaaf      | 0055:14,9 min | 0 (0+0+0+0)  |
| 02    | Grete Nykkelmo    | 0057:13,4 min | 4 (1+2+0+1)  |
| 03    | Iwa Schkodrewa    | 0057:43,3 min | 1 (0+0+1+0)  |
| 04    | Jelena Golowina   | 0057:58,6 min | 1 (0+0+0+1)  |
| 05    | Yoshiko Mikami    | 0058:28,5 min | 1 (0+1+0+0)  |
| 06    | Swetlana Dawydowa | 0058:37,4 min | 1 (0+0+0+1)  |
| 07    | Elin Kristiansen  | 0058:49,9 min | 1 (0+1+0+0)  |
| 08    | Uschi Disl        | 0059:14,1 min | 3 (0+2+0+1)  |
| 09    | Mia Stadig        | 0059:46,5 min | 3 (0+2+0+1)  |
| 10    | Anne Elvebakk     | 0059:47,5 min | 2 (1+0+0+1)  |
|       |                   |               |              |
| 17    | Antje Misersky    | 1:01:29,5 h00 | 6 (1+3+0+2)  |
| …     |                   |               |              |

Datum: 24. Februar 1991

### Staffel 3 × 5 km
| Platz | Land/Sportlerinnen                                                        | Zeit [h]  | Schießfehler    |
| ----- | ------------------------------------------------------------------------- | --------- | --------------- |
| 01    | Sowjetunion 0000Jelena Belowa 0000Jelena Golowina 0000Swetlana Dawydowa   | 1:24:54,3 | 0+2 0+0         |
| 02    | Norwegen 0000Grete Nykkelmo 0000Anne Elvebakk 0000Elin Kristiansen        | 1:25:52,0 | 0+2 0+0         |
| 03    | Deutschland 0000Uschi Disl 0000Kerstin Moring 0000Antje Misersky          | 1:28:15,9 | 0+2 0+0         |
| 04    | Frankreich 0000Corinne Niogret 0000Sylvie Payraud 0000Véronique Claudel   | 1:29:53,7 | 0+2 0+0         |
| 05    | Tschechoslowakei 0000Petra Nosková 0000Jiřina Adamičková 0000Jana Kulhavá | 1:30:07,9 | 0+2 0+0         |
| 06    | Bulgarien 0000Marija Manolowa 0000Silwana Blagoewa 0000Iwa Schkodrewa     | 1:30:37,9 | 0+2 0+0         |
| 07    | USA 0000Mary Ostergren 0000Anna Sonnerup 0000Joan Guetschow               | 1:31:09,7 | 0+2 0+0         |
| 08    | Finnland 0000Johanna Saarinen 0000Seija Hyytiäinen 0000Tuija Sikiö        | 1:31:28,8 | 0+2 0+0         |
| 09    | Rumänien 0000Adina Șotropa 0000Monica Jauca 0000Mihaela Cârstoi           | 1:33:18,2 | 0+4 0+0 0+3 0+1 |
| 10    | Schweden 0000Inger Björkbom 0000Mia Stadig 0000Christina Eklund           | 1:33:24,2 | 0+6 0+0 0+6     |
| 11    | Polen 0000Agata Suszka 0000Krystyna Liberda 0000Zofia Kiełpińska          | 1:37:32,2 | 0+9 0+0 0+6 0+3 |

Datum: 23. Februar 1991

### Mannschaft
| Platz | Land/Sportlerinnen                                                                              | Zeit          | Schießfehler |
| ----- | ----------------------------------------------------------------------------------------------- | ------------- | ------------ |
| 01    | Sowjetunion 0000Jelena Belowa 0000Jelena Golowina 0000Swetlana Paramygina 0000Swetlana Dawydowa | 0059:08,1 min | 2 0 1        |
| 02    | Bulgarien 0000Marija Manolowa 0000Silwana Blagoewa 0000Nadeschda Alexiewa 0000Iwa Schkodrewa    | 0059:23,1 min | 3 0 1        |
| 03    | Norwegen 0000Synnøve Thoresen 0000Signe Trosten 0000Hildegunn Fossen 0000Unni Kristiansen       | 0059:53,2 min | 4 1 0 2      |
| 04    | Deutschland 0000Uschi Disl 0000Martina Stede 0000Kerstin Moring 0000Petra Schaaf                | 1:00:11,7 h00 | 3 0 1 2 0    |
| 05    | Schweden 0000Carolin Hilden 0000Catarina Eklund 0000Inger Björkbom 0000Christina Eklund         | 1:00:53,3 h00 | 1 0          |
| 06    | Tschechoslowakei 0000Renata Novotná 0000Petra Nosková 0000Jiřina Adamičková 0000Jana Kulhavá    | 1:02:43,2 h00 | 4 0 2 0 2    |
| 07    | Finnland 0000Sari Lähde 0000Seija Hyytiäinen 0000Päivi Kallio 0000Tuija Sikiö                   | 1:03:06,7 h00 | 6 1 3 2 0    |
| 08    | Frankreich 0000Anne Briand 0000Sylvie Payraud 0000Véronique Claudel 0000Nathalie Beausire       | 1:04:22,5 h00 | 4 1 0 2      |
| 09    | Rumänien 0000Daniela Filimon 0000Monica Jauca 0000Adina Șotropa 0000Mihaela Cârstoi             | 1:07:37,1 h00 | 7 1 3 2 1    |
| 10    | Polen 0000Zofia Kiełpińska 0000Jozefa Fiala 0000Krystyna Liberda 0000Agata Suszka               | 1:10:05,5 h00 | 9 0 2 4 3    |

Datum: 21. Februar 1991

## Medaillenspiegel
| Platz | Nation      | Gold | Silber | Bronze | Gesamt |
| ----- | ----------- | ---- | ------ | ------ | ------ |
| 1     | Deutschland | 4    | 1      | 1      | 6      |
| 2     | Sowjetunion | 2    | 3      | 2      | 7      |
| 3     | Norwegen    | 1    | 3      | 4      | 8      |
| 4     | Italien     | 1    | 0      | 0      | 1      |
| 5     | Bulgarien   | 0    | 1      | 1      | 2      |

| Platz | Sportler              | Gold | Silber | Bronze | Gesamt |
| ----- | --------------------- | ---- | ------ | ------ | ------ |
| 01    | Mark Kirchner         | 3    | 0      | 0      | 3      |
| 02    | Frank Luck            | 1    | 1      | 0      | 2      |
| 03    | Hubert Leitgeb        | 1    | 0      | 0      | 1      |
| 03    | Gottlieb Taschler     | 1    | 0      | 0      | 1      |
| 03    | Simon Demetz          | 1    | 0      | 0      | 1      |
| 03    | Wilfried Pallhuber    | 1    | 0      | 0      | 1      |
| 03    | Ricco Groß            | 1    | 0      | 0      | 1      |
| 03    | Fritz Fischer         | 1    | 0      | 0      | 1      |
| 09    | Alexander Popow       | 0    | 2      | 0      | 2      |
| 10    | Jon Åge Tyldum        | 0    | 1      | 1      | 2      |
| 10    | Sergei Tarassow       | 0    | 1      | 1      | 2      |
| 10    | Sergei Tschepikow     | 0    | 1      | 1      | 2      |
| 13    | Sverre Istad          | 0    | 1      | 0      | 1      |
| 13    | Ivar Ulekleiv         | 0    | 0      | 1      | 1      |
| 13    | Frode Løberg          | 0    | 1      | 0      | 1      |
| 13    | Juri Kaschkarow       | 0    | 1      | 0      | 1      |
| 017   | Eirik Kvalfoss        | 0    | 1      | 0      | 1      |
| 18    | Anatoli Schdanowitsch | 0    | 0      | 1      | 1      |
| 18    | Waleri Medwedzew      | 0    | 0      | 1      | 1      |
| 18    | Geir Einang           | 0    | 0      | 1      | 1      |
| 18    | Gisle Fenne           | 0    | 0      | 1      | 1      |

| Platz | Sportlerin          | Gold | Silber | Bronze | Gesamt |
| ----- | ------------------- | ---- | ------ | ------ | ------ |
| 01    | Swetlana Dawydowa   | 2    | 1      | 0      | 3      |
| 02    | Jelena Golowina     | 2    | 0      | 1      | 3      |
| 03    | Jelena Belowa       | 2    | 0      | 0      | 2      |
| 04    | Grete Nykkelmo      | 1    | 2      | 0      | 3      |
| 05    | Petra Schaaf        | 1    | 0      | 0      | 1      |
| 05    | Swetlana Paramygina | 1    | 0      | 0      | 1      |
| 07    | Iwa Schkodrewa      | 0    | 1      | 1      | 2      |
| 08    | Marija Manolowa     | 0    | 1      | 0      | 1      |
| 08    | Silwana Blagoewa    | 0    | 1      | 0      | 1      |
| 08    | Nadeschda Alexiewa  | 0    | 1      | 0      | 1      |
| 08    | Anne Elvebakk       | 0    | 1      | 0      | 1      |
| 08    | Elin Kristiansen    | 0    | 1      | 0      | 1      |
| 13    | Synnøve Thoresen    | 0    | 0      | 1      | 1      |
| 13    | Signe Trosten       | 0    | 0      | 1      | 1      |
| 13    | Hildegunn Fossen    | 0    | 0      | 1      | 1      |
| 13    | Unni Kristiansen    | 0    | 0      | 1      | 1      |
| 13    | Uschi Disl          | 0    | 0      | 1      | 1      |
| 13    | Kerstin Moring      | 0    | 0      | 1      | 1      |
| 13    | Antje Misersky      | 0    | 0      | 1      | 1      |